# Polydictya tricolor
Polydictya tricolor är en insektsart som först beskrevs av John Obadiah Westwood 1845.  Polydictya tricolor ingår i släktet Polydictya och familjen lyktstritar. Inga underarter finns listade i Catalogue of Life.